# Martin Mesík
Martin Mesík (* 17. Oktober 1979 in Banská Bystrica) ist ein ehemaliger slowakischer Skispringer.

## Werdegang
Nachdem viele der slowakischen Skispringer, die bereits für das Team der Tschechoslowakei gestartet waren, ihre Karriere in den 1990er Jahren beendeten, war Mesik über viele Jahre hinweg der einzige Slowake, der regelmäßig im Skisprung-Weltcup antrat. Er bildete dabei mit seinem Trainer Peter Schlank, der zugleich als Nationaltrainer der Slowakei fungierte, ein Zwei-Mann-Team. Dabei waren es vor allem die fast vollständig fehlende finanzielle Unterstützung durch den slowakischen Skiverband, ein Fehlen an Sponsoren und professionellen Ausrüstern, die ihn behinderten. So konnte er mehrere Jahre nicht an seiner Heimschanze in Banská Bystrica trainieren, nachdem diese von einem Privatmann gekauft wurde, der ihm den Zutritt verwehrte. Bei Weltcupspringen wurde ihm oft durch den Verein International Skijumping Aid, der kleinere Skisprungnationen unterstützt, ein Physiotherapeut zur Verfügung gestellt.
Erstmals trat Mesík international bei einem Teamwettbewerb im Jahr 1995 in Planica in Erscheinung, sein erstes Einzelergebnis bei einem Weltcup stammt aus dem Januar 1996. In den 13 Jahren, in denen er am Weltcup teilnahm, gab es jedoch keine herausragenden Resultate und seine Bilanz weist vorwiegend Platzierungen von 30 bis 50 und somit außerhalb der Punkteränge auf. Bestes Ergebnis ist ein 16. Rang in Willingen 2003. Beim Sommer-Grand-Prix konnte Mesik im Jahr 2005 die besten Leistungen seiner Laufbahn erreichen. Er schaffte es mehrfach unter die besten zwanzig und konnte mit einem elften Platz in Hakuba das beste Ergebnis seiner Karriere bei einem erstklassigen Springen feiern. Dies brachte ihm am Ende einen 23. Platz in der Gesamtwertung ein.
Größter sportlicher Erfolg des Slowaken war die zweimalige Teilnahme an Olympischen Spielen. In Nagano 1998 wurde er guter 26. auf der Großschanze, acht Jahre später in Turin scheiterte er zweimal in der Qualifikation. Weiters nahm Martin Mesík an mehreren Skiflug- und Nordischen Weltmeisterschaften teil. Bestes Ergebnis war Rang 20 auf der Großschanze bei der WM 1997 in Trondheim. Beim Skifliegen erreichte er dreimal eine Platzierung unter den ersten 30.
Nach der Saison 2007/08 beendete Mesik seine Karriere, in der er sich für 90 Weltcupspringen qualifizieren konnte. Kurz vor seinem Karriereende gewann er noch einmal in Štrbské Pleso den Slowakischen Meistertitel. Er arbeitet nun als Verkäufer bei einer BMW-Niederlassung in Banská Bystrica.
2006 erzielte er am Kulm mit 195,5 Metern seine persönliche Bestweite und hält damit den slowakischen Rekord im Skifliegen.

## Erfolge

### Weltcup-Platzierungen
| Saison  | Platz | Punkte |
| ------- | ----- | ------ |
| 1996/97 | 88.   | 08     |
| 1997/98 | 81.   | 07     |
| 2002/03 | 66.   | 15     |
| 2003/04 | 67.   | 09     |
| 2005/06 | 82.   | 02     |